# Парламентские выборы в Норвегии (1924)
Парламентские выборы в Норвегии проходили 21 октября 1924 года. Результатом стала победа коалиции Консервативной и Левой либеральной партий, которая получила 54 из 150 мест в Стортинге.

## Результаты
Эти выборы были единственными парламентскими выборами в Норвегии, когда все три партии социалистического рабочего движения баллотировались на выборах: социал-демократы покинули Рабочую партию в 1921 году и сохранили в 1924 году восемь мест, которые они получили в 1921 году, в то время как Коммунистическая партия ворвалась в норвежскую политику в 1923 году и сразу выиграла шесть мест. Рабочая партия потеряла пять мест. Фермерская партия получила хорошую отдачу в виде небольшого увеличения числа голосов за счёт пяти новых мест. Для Рабочей партии это были четвёртые выборы подряд со снижением. Из-за фрагментированной политической ситуации, которая не позволяла кому-либо сформировать правительство большинства, левое правительство Йохана Лудвига Мовинкеля, просуществовало до 1926 года, когда её сменило консервативное-лево-либеральное правительство под руководством Ивара Ликке.
| Партия                                | Партия                                           | Голоса    | %    | Места | +/-   |
| ------------------------------------- | ------------------------------------------------ | --------- | ---- | ----- | ----- |
|                                       | Консервативная партия                            | 316 846   | 32,5 | 43    | +1    |
|                                       | Левая либеральная партия                         | 316 846   | 32,5 | 11    | -4    |
|                                       | Либеральная партия                               | 180 979   | 18,6 | 34    | -3    |
|                                       | Рабочая партия                                   | 179 567   | 18,4 | 24    | -5    |
|                                       | Фермерская партия                                | 131 706   | 13,5 | 22    | +5    |
|                                       | Норвежская социал-демократическая рабочая партия | 85 743    | 8,8  | 8     | 0     |
|                                       | Коммунистическая партия                          | 59 401    | 6,1  | 6     | новая |
|                                       | Радикальная народная партия                      | 17 144    | 1,8  | 2     | 0     |
|                                       | Прочие партии                                    | 2 493     | 0,3  | 0     | -     |
|                                       | Прочие голоса                                    | 62        | 0,0  | -     | -     |
| Недействительных/пустых бюллетеней    | Недействительных/пустых бюллетеней               | 13 244    | -    | -     | -     |
| Всего                                 | Всего                                            | 987 185   | 100  | 150   | 0     |
| Зарегистрированных избирателей / Явка | Зарегистрированных избирателей / Явка            | 1 412 441 | 69,9 | -     | -     |
| Источники: Nohlen & Stöver            |                                                  |           |      |       |       |